# Vicinanza
Vicinanza ou vicinato foi uma instituição consuetudinária e jurídica e uma forma de estruturação social de comunidades do norte da Itália e áreas adjacentes durante o Antigo Regime. A palavra é traduzida como "vizinhança" e significava a posse da cidadania, com seus deveres e direitos conexos, incluindo o direito de acesso ao governo e a uma série de outros privilégios.
Os direitos da vicinanza remontam à Antiguidade. Suas bases foram lançadas no ano de 46 através de um edito do imperador Cláudio, que concedeu a cidadania romana aos homens livres do Vale de Non no Trentino. Nesta região a mais antiga documentação do termo vicini (os cidadãos das comunas) data de 398, numa carta de São Vigílio a São João Crisóstomo.
Na Idade Média os vicini começaram a se organizar para resistir ao poder autocrático e muitas vezes arbitrário dos senhores feudais. A vicinanza foi a base da instituição da regolaneria, uma forma de governo popular, que incluía inicialmente todo o povo residente em certa comuna ou região, mas logo se restringiu para aqueles reconhecidos como vicini, um conceito baseado em laços de parentesco, tradição familiar, residência antiga e dedicação aos interesses públicos. Desta maneira, a regolaneria assumiu um caráter misto de democracia e oligarquia, pois o poder efetivo passou a ser monopolizado pelos vicini, que adquiriram com o passar do tempo relevantes prerrogativas e privilégios hereditários, cada vez mais semelhantes a um patriciado, chegando a ser, em muitos locais, estatutos indistinguíveis. Residentes que não tinham estatuto de vicini eram considerados estrangeiros e privados de todos os direitos cívicos e econômicos. Nas áreas mais ao norte da Itália, antigamente parte do Principado de Trento e Condado do Tirol, os vicini não eram reconhecidos como nobres, mas na antiga Lombardia e no Vêneto a cidadania geralmente concedia nobreza cívica. A vicinanza se desenvolveu em sua forma mais típica nas comunas rurais dessas regiões.
A vicinanza era um estatuto eminentemente hereditário, mas podia ser comprado ou outorgado graciosamente pela comunidade dos vicini, a vicinia. A vicinia, como corpo coletivo, era a proprietária hereditária de todo o patrimônio público das comunas, inalienável e indivisível, e a responsável pela promoção do bem comum. O poder dos vicini se exercia coletivamente através de assembleias legislativas, os Conselhos, e individualmente pelo poder de voto nos Conselhos e pela capacidade de serem investidos de cargos públicos. Tipicamente a vicinia era dotada de terras de grande extensão e de uso comum, que podiam ser exploradas por grupos ou indivíduos mediante outorga do Conselho. Apenas os vicini, e destes em regra apenas os chefes de família, podiam ter assento no Conselho. A presença de mulheres nos Conselhos era raríssima, mas podia ocasionalmente ocorrer quando eram viúvas e não tivessem outros parentes que atuassem como representantes e seus filhos homens ainda não houvessem alcançado a maioridade legal. Quando o primogênito se tornava maior, assumia a chefia da família. Somente os membros do Conselho ou seus delegados tinham direito de elaborar os estatutos, ordens, regras e leis comunais, criar ou suprimir impostos, fazer julgamentos e arbitragens e eleger magistrados, oficiais administrativos e representantes das comunidades nas relações externas, os quais eram sempre escolhidos entre os vicini. Em muitas comunas a participação dos chefes de família na governança e na administração comunal era não apenas possível, mas obrigatória. Em comunas mais estruturadas e de economia mais dinâmica, que começavam a se expandir para além do setor primário, o direito de abrir comércios e manufaturas, assim como participar em guildas e irmandades, eram privilégios exclusivos dos vicini.
A admissão de novos membros à vicinia era difícil, onerosa e exigia-se do candidato um comportamento exemplar, a demonstração de vontade de trabalhar pelos interesses públicos, e uma residência na comunidade por muitos anos, às vezes sua família precisava estar ali há mais de uma geração, mas os requisitos variaram conforme os tempos e as regiões.